# Jean Proteau
Pour les articles homonymes, voir Proteau.
Jean Proteau, né le 8 octobre 1752 à Libourne (Gironde), mort le 15 juillet 1794 au canal de Louvain (Belgique), est un général de brigade de la Révolution française.

## États de service
Il entre en service le 25 mars 1759, comme soldat au régiment de Foix, il passe sergent le 6 septembre 1775, sergent-major le 13 mai 1783, sous-lieutenant de grenadier le 10 juin 1786, et lieutenant le 15 septembre 1791. Il est fait chevalier de Saint-Louis le 12 avril 1792, et il est nommé capitaine le 1er mai 1792. Il sert à l’armée du Nord de 1792 à 1794.
Il est promu général de brigade le 3 septembre 1793, et le 23 octobre il attaque Orchies, mais il ne réussit pas à l’emporter. Le 19 avril 1794, il se trouve au camp de Mons-en-Pévèle, avant de prendre le commandement de la place de Cambrai le 26 avril 1794. Le 23 mai suivant, il est mis à la tête d’une brigade d’infanterie de la division du général Bonneau, et il participe à tous les combats livrés par l’armée du Nord. 
Il est sous les ordres du général Pichegru, lorsqu’il est tué le 15 juillet 1794, dans un combat sur le canal de Louvain, qui amène les français dans Malines.

## Sources
- (en) « Generals Who Served in the French Army during the Period 1789 - 1814: Eberle to Exelmans »
- Georges Six, Dictionnaire biographique des généraux & amiraux français de la Révolution et de l'Empire (1792-1814) Paris : Librairie G. Saffroy, 1934, 2 vol.
- Galeries historiques du Palais de Versailles, tome VI, 1840 (lire en ligne)
- Jacques Charavay, Les généraux morts pour la patrie, 1792-1871 : notice biographiques, Au siège de la société, 1893, 160 p. (lire en ligne), p. 22.
- Étienne Charavay, Correspondance général de Carnot, tome 3, imprimerie Nationale, 1897, p. 490.